# 제35회 아카데미상 외국어영화상 출품작 목록
다음은 제35회 아카데미 시상식 외국어영화상 출품작 목록이다. 아카데미 외국어 영화상은 1956년 미국 영화 예술 과학 아카데미 (AMPAS)가 미국 국외에서 제작된 비영어권 영화를 대상으로 시상하기 위해 제정되었다. 이후 외국어영화상은 매년 수여되었으며, 수상자는 출품국가로 여겨지지만 상 자체는 해당 영화의 감독이 수락한다. 아카데미측은 한 국가당 한 편의 영화만 허용되는 원칙에 의거, 여러 국가를 초청하여 자국 최고의 영화를 출품하도록 요청하고 있다.
제35회 아카데미상에서는 총 13편의 작품이 외국어영화상 부문에 출품되었다. 대한민국이 처음으로 아카데미 외국어영화상 후보작을 출품하였다. 최종후보는 브라질, 프랑스, 그리스, 이탈리아, 멕시코의 출품작이 선정되었다. 수상작은 프랑스에서 출품한 베트남전 참전용사에 관한 드라마 영화 《시벨의 일요일》이었다.

## 출품작
| 출품국     | 제목                 | 원제                                | 언어           | 감독              | 결과   |
| ---------- | -------------------- | ----------------------------------- | -------------- | ----------------- | ------ |
| 아르헨티나 | 젊은 노인들          | Los jóvenes viejos                  | 스페인어       | 로돌포 쿤         | 미후보 |
| 브라질     | 산타 바바라의 맹세   | O Pagador de Promessas              | 포르투갈어     | 안세우무 두아르치 | 후보   |
| 이집트     | 개에게 쫓기다        | اللص والكلاب El less wal kilab      | 아랍어         | 카말 엘 셰이흐    | 미후보 |
| 프랑스     | 시벨의 일요일        | Les Dimanches de Ville d'Avray      | 프랑스어       | 세르주 부르기뇽   | 수상   |
| 그리스     | 엘렉트라             | Ηλέκτρα                             | 그리스어       | 미카엘 카코야니스 | 후보   |
| 인도       | 주인과 부인과 노예   | साहिब बीबी और गुलाम Sahib Bibi Aur Ghulam | 힌두어         | 아브라르 알비     | 미후보 |
| 이탈리아   | 나폴리에서의 4일     | Le quattro giornate di Napoli       | 이탈리아어     | 난니 로이         | 후보   |
| 일본       | 나는 두 살           | 私は二歳                            | 일본어         | 이치카와 곤       | 미후보 |
| 대한민국   | 사랑방 손님과 어머니 | 사랑방 손님과 어머니                | 한국어         | 신상옥            | 미후보 |
| 멕시코     | 틀라유칸             | Tlayucan                            | 스페인어       | 루이스 알코리사   | 후보   |
| 노르웨이   | 차가운 흔적          | Kalde spor                          | 노르웨이어     | 아르네 스코우엔   | 미후보 |
| 스페인     | 둘시네아             | Dulcinea                            | 스페인어, 영어 | 비센테 에스크리바 | 미후보 |
| 스웨덴     | 정부                 | Älskarinnan                         | 스웨덴어       | 빌고트 스요만     | 미후보 |